# Berthe Quiquemelle
Berthe Quiquemelle, née le 3 janvier 1884 à Paris et morte le 3 avril 1967 à Clichy, est une peintre française.

## Biographie
Berthe Eugénie Pauline Robault est la fille de Gustave Émile Robault, peintre de voitures puis peintre d'enseignes, et d'Eugénie Brulard, institutrice.
En 1904, elle épouse Ernest Édouard Quiquemelle.
Élève de Madeleine Lemaire et de Louise Stella-Samson, elle expose au Salon  des artistes français à partir de 1914 en présentant une aquarelle Raisins, grenades et chrysanthèmes.
Elle obtient le prix Guérinot de l'Union des femmes peintres et sculpteurs en 1922.
Elle meurt à Clichy à l'âge de 83 ans.